# Estado de Baroda
El Estado de Baroda fue un principado tributario protegido de la India, uno de los principales de la India, directamente dependiente del gobierno general pero de facto de la presidencia de Bombai, puesto que parte del estado estaba en Kathiawar en Guyarat (los estados tributarios). Estaba formado por varios territorios intercalados entre distritos británicos. Los nativos lo denominaban Wadodara, corrupción del sánscrito vatodar (al corazón de los árboles de cuerno). La capital era Baroda conocida también como Virakshetra o Virawati (Tierra de guerreros) y muy antiguamente llamada Chandanavati (por Mana Chandan del clan Dor de los rajputs que lo había arrebatado a los jainistas). Variantes del nombre son Brodera y Borada. La superficie se calcula en 3239,5 km² repartidos entre los 4 territorios principales de Kadi, Baroda, Navsari y Amreli. La población en 1949 se estimaba en tres millones de personas. La capital era Baroda (ciudad) hoy Vadodara.

## Geografía
El distrito norteño de Guyarat o Kadi estaba regado por los ríos Narbada, Tapti, Mahi, y riachuelos menores. Okhamandal estaba rodeado por tres lados por el golfo de Kutch y los Mahals de Amreli eran similares al resto del Kathiawar; los distritos centrales en turno a Baroda (ciudad) y Navsari era una zona fértil y muy cultivada, especialmente el sur (Navsari). 
Los ríos principales eran:
- Saraswati (Guyarat)
- Sabarmati
- Mahi
- Narbada
- Purna
- Dhutarwad
- Shetrunji
- Meswa
- Watrak
- Shetruti
- Dhadhar
- Kim
- Ambika.

Ríos de segundo nivel eran:
- Banas
- Rupan
- Lun
- Jari
- Vishwamitri
- Surya
- Or
- Varna
- Amba
- Karad
- Jambua
- Tembhi

Las únicas montañas estaban al extremo sur de la división central, las montañas de Rajpipla.

## Administración

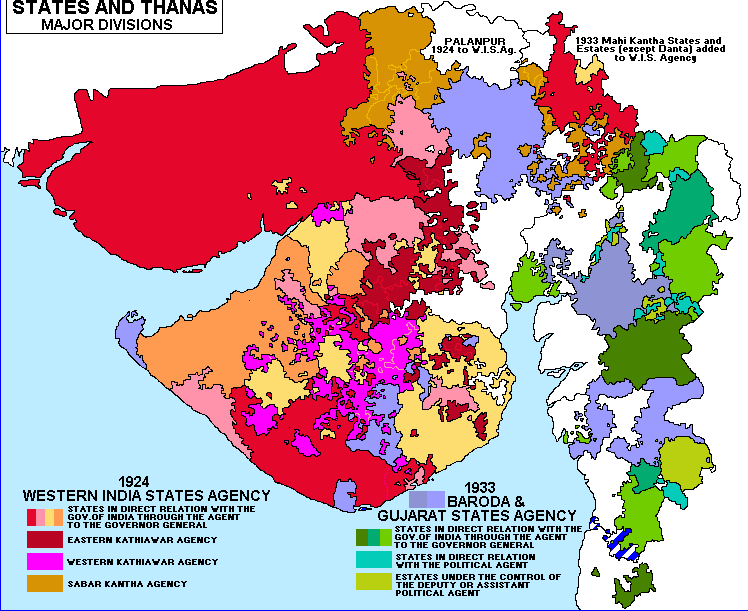
Mapa, en lila los diversos territorios de Baroda al Guyarat.

Estaba dividido en cuatro prants o pranths (distritos) cada uno subdividido en mahals o talukes hasta 33, con peta mahals o subtalukes. Cada prant está gobernado por un subah o colector ayudado por un asistente o naib-subah; cada taluka o mahal estaba gobernado por un tahsildar o vaitvadar.
Los cuatro prants eran:
- Prant de Kadi
- Prant de Baroda
- Prant de Navsari
- Prant de Amreli

## Moneda

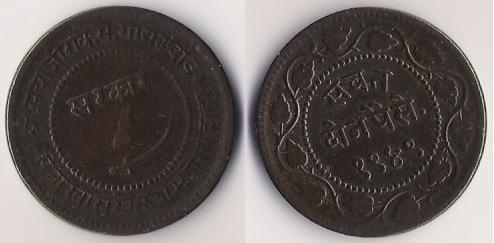
Moneda de 2 paise de 1892.

Al final del siglo XVIII se emitió la moneda en Baroda en nombre de Shah Alam II y más tarde el gobierno emitió su moneda, piezas de plata llamadas rupias babashdhi, y de cobre llamadas piezas de Baroda; todavía estaban en vigor en 1901, año en que se introdujo la moneda británica.

## Sellos
Emitió sellos y papel de estado entre 1912 y 1948. Desde 1943 se emitieron sellos y papel sellado entre 1943-1948 según el Attachement Scheme por el cual los pequeños estados tributarios de Kathiawar y las thanes (distritos separados) eran agregados en estados más grandes.

## Bandera y escudo
La bandera tradicional mahrata (naranja biforcada) era la bandera de estado. Los barcos mercantes podían izar el pabellón rojo británico con un emblema del estado. La del maharaja adoptada sobre 1875 era roja con una corona de la que salía una mano cogiendo una cimatarra, todo en plata, con un modelo perfeccionado en 1936 con variación de la corona bajo la cual estaba la cimatarra, suela, en plata. había también bandera especial por Okhamandal, rectangular de siete franjas (proporciones 1:2:3:3:3:2:1) la superior roja, después azul, amarilla, blanca, amarilla, azul y roja. También se conocen numerosas banderas militares.